# Institut de mathématiques de l'Académie polonaise des sciences
L'Institut de mathématiques de l'Académie polonaise des sciences (en polonais : Instytut Matematyczny Polskiej Akademii Nauk) est un institut de recherche de l'Académie polonaise des sciences (PAN) dont le siège est à Varsovie, 8 rue Śniadeckich.

## Histoire
L'institut est créé le 20 novembre 1948 sous le nom d'Institut national de mathématiques. La même année, le Groupe des appareils mathématiques (en polonais : Grupa Aparatów Matematycznych) y est établi, ce qui peut être considéré comme le début de l'informatique en Pologne. Selon un projet de 1945 de Karol Borsuk, Bronisław Knaster et Kazimierz Kuratowski, l'institut est subdivisé en sections correspondant aux principales branches des mathématiques. En 1952, il est intégré au sein de l'Académie polonaise des sciences. L'institut dirige des études doctorales dans le domaine des mathématiques. Il est situé au 8, rue Śniadeckich dans le quartier Śródmieście de Varsovie.
Au cours de son histoire, l'institut emploie un certain nombre de mathématiciens polonais de premier plan, notamment Stanisław Gołąb, Kazimierz Kuratowski, Franciszek Leja, Edward Marczewski, Stanisław Mazur, Andrzej Mostowski, Władysław Orlicz, Witold Pogorzelski, Wacław Sierpiński, Hugo Steinhaus et Tadeusz Ważewski.
En 1972, l'institut accueille en son sein le Centre international Stefan Banach. Il accueille des séminaires et des conférences auxquels participent des jeunes mathématiciens et des spécialistes de différents pays du monde.

## Directeurs de l'institut
À partir de 1948, le conseil scientifique de l'Institut national de mathématiques est dirigé par Wacław Sierpiński. Il occupe ce poste jusqu'en 1952, date à laquelle l'Institut est intégré à l'Académie polonaise des sciences. La même année, il est nommé directeur fondateur de l'institution au sein de l'Académie polonaise des sciences. La liste complète des directeurs est la suivante :
- Wacław Sierpiński (1952-1967)
- Kazimierz Kuratowski (1968-1980)
- Karol Borsuk (1980-1982)
- Zbigniew Ciesielski (1980-1989)
- Czeslaw Olech (1989-2007)
- Andrzej Schinzel (2007-2018)
- Feliks Przytycki (2019-présent)

## Récompenses
L'Institut décerne les prix suivants :
- prix Kamila Duszenki ;
- médaille Stefan-Banach ;
- prix pour des réalisations scientifiques exceptionnelles dans le domaine des mathématiques ;
- prix Kazimierz-Kuratowski ;
- prix de la fondation Marek-Wacławek.